# سباستین ارسلوس
سباستین ارسلوس (انگلیسی: Sebastian Arcelus؛ زاده ۵ نوامبر ۱۹۷۶) یک هنرپیشه، و خواننده اهل ایالات متحده آمریکا است.

## فیلم‌شناسی
او در سال ۲۰۱۵ در سریال خانم وزیر بازی کرد. همچنین در سریال خانه پوشالی (House Of Cards)(مجموعه تلویزیونی آمریکایی) در نقش یک روزنامه نگار (لوکاس) بازی کرد.